# Rob Campbell
Robert „Rob“ Campbell ist ein US-amerikanischer Schauspieler.

## Leben
Campbell studierte an der Wesleyan University und der Yale School of Drama. Seit Ende der 1980er Jahre trat er am Theater auf. Ab Anfang der 1990er Jahre übernahm er Rollen in Inszenierungen am Broadway und Off-Broadway.
Sein Kinodebüt gab Campbell 1992 in Clint Eastwoods Spätwestern Erbarmungslos in der Rolle des Davey Bunting. In Hexenjagd, der Verfilmung von Arthur Millers gleichnamigen Bühnenstück, übernahm er 1996 die Rolle des Reverends John Hale. Im U-Boot-Thriller Hostile Waters (1997) verkörperte Campbell den sowjetischen Marinesoldaten Sergei Preminin, der 1986 nach einer Raketenexplosion an Bord des U-Bootes K-219 mittels einer Reaktorschnellabschaltung eine drohende Kernschmelze verhindert hatte. Später übernahm Campbell Rollen in Filmen wie Boys Don’t Cry, Hedwig and the Angry Inch, City of Ghosts und Rabbit Hole.
2004 wurde Campbell gemeinsam mit dem Ensemble des Stücks Small Tragedy mit dem Obie Award für die Beste Schauspielleistung eines Ensembles ausgezeichnet.
Campbell ist seit dem Jahr 2013 mit der Schauspielerin Ana Reeder verheiratet, das Paar hat einen Sohn.

## Filmografie (Auswahl)
- 1992: Erbarmungslos (Unforgiven)
- 1993: Ethan Frome
- 1993: Ned Blessing: The Story of My Life and Times (Fernsehserie, 4 Episoden)
- 1994: Normandy: The Great Crusade (Fernsehfilm)
- 1995: Der wunderliche Mr. Cox (The Stars Fell on Henrietta)
- 1995: Lone Justice 2
- 1996: Hexenjagd (The Crucible)
- 1996: Liebe, Lüge, Leidenschaft (One Life to Live, Fernsehserie, 5 Episoden)
- 1997: New York Undercover (Fernsehserie, 1 Episode)
- 1997: Hostile Waters – Ein U-Boot-Thriller (Hostile Waters)
- 1997: Liberty! The American Revolution (Miniserie, 1 Episode)
- 1999: Sex and the City (Fernsehserie, 1 Episode)
- 1999: Boys Don’t Cry
- 1999: Snow Days
- 2000: The Photographer
- 2001: Hedwig and the Angry Inch
- 2002: City of Ghosts
- 2002, 2008: Law & Order (Fernsehserie, 2 Episoden)
- 2004: Hope and Faith (Hope & Faith, Fernsehserie, 1 Episode)
- 2004: Criminal Intent – Verbrechen im Visier (Law & Order: Criminal Intent, Fernsehserie, 1 Episode)
- 2006: Brotherhood (Fernsehserie, 2 Episoden)
- 2007: Dark Matter
- 2009: Law & Order: Special Victims Unit (Fernsehserie, 1 Episode)
- 2010: Rabbit Hole
- 2012: Early Bird (Kurzfilm)
- 2013: Zugelassen – Gib der Liebe eine Chance (Admission)
- 2014: Winter’s Tale
- 2016: Chicago Med (Fernsehserie, 1 Episode)
- 2017: Middleground
- 2018: The Crossing (Fernsehserie, 7 Episoden)
- 2019: The Undiscovered Country
- 2020: Timmy Flop: Versagen auf ganzer Linie (Timmy Failure: Mistakes Were Made)
- 2021: FBI (Fernsehserie, 1 Episode)
- 2022: Bull (Fernsehserie, 1 Episode)
- 2024: Lost Nation

## Theatrografie (Auswahl)
- 1987: Caprices of Marianne (Actors Theatre of Louisville, Jory Theatre, Louisville, Kentucky)
- 1991–1992: Mad Forest (Perry Street Theatre, New York City)
- 1992: As You Like It (Delacorte Theater, New York City)
- 1993: The Treatment (Joseph Papp Public Theater / Newman Theater, New York City)
- 1994: The Illusion (East 13th Street/CSC Theatre, New York City)
- 1994: Downed American (Williamstown Theatre Festival, Williamstown, Massachusetts)
- 1994–1995: Him (Joseph Papp Public Theater / LuEsther Hall, New York City)
- 1995: Translations (Plymouth Theatre, New York City)
- 1996: King Lear (Joseph Papp Public Theater / Anspacher Theater, New York City)
- 1996–1997: Mojo (Steppenwolf Theatre Company, Steppenwolf Downstairs Theatre, Chicago, Illinois)
- 1997–1998: Ivanov (Vivian Beaumont Theatre, New York City)
- 1999: In the Blood (The Public Theater, New York City)
- 2002: Under the Blue Sky (Williamstown Theatre Festival, Williamstown, Massachusetts)
- 2002: The Beard of Avon (Goodman Theatre, Chicago, Illinois)
- 2002–2003: Gone Home (New York City Center / Stage II, New York City)
- 2003: Snow in June (American Repertory Theatre, Loeb Drama Center, Cambridge, Massachusetts)
- 2004: Small Tragedy (Playwrights Horizons, New York City)
- 2005: Hamlet (McCarter Theatre Center, Princeton, New Jersey)
- 2006: Aphrodisiac (Long Wharf Theatre, New Haven, Connecticut)
- 2006: Living Room in Africa (Edge Theater Company, Samuel Beckett Theatre, New York City)
- 2007: The Cocktail Hour (Long Wharf Theatre, New Haven, Connecticut)
- 2007: The Physicists (Williamstown Theatre Festival, Williamstown, Massachusetts)
- 2007: Bad Jazz (The Play Company, The Ohio Theatre, New York City)
- 2008: Made in Poland (The Play Company, New York City)
- 2009: The Singing Forest (Joseph Papp Public Theater / Martinson Hall, New York City)
- 2010: Lascivious Something (Julia Miles Theater, New York City)
- 2010: Comes a Faery (The Eugene O’Neill Theater Center, Waterford, Connecticut)
- 2011: A Midsummer Night′s Dream (South Coast Repertory, South Coast Repertory Segerstrom Stage, Costa Mesa, Kalifornien)
- 2011: Titus Andronicus (California Shakespeare Theater, Bruns Memorial Amphitheater, Orinda, Kalifornien)
- 2011: The Seagull (Lake Lucille, New City, New York)
- 2011: Titus Andronicus (Joseph Papp Public Theater / Anspacher Theater, New York City)
- 2012: Winter’s Tale (Yale Repertory Theatre, University Theatre, New Haven, Connecticut)
- 2012: House For Sale (The Duke on 42nd Street, New York City)
- 2013: The Patron Saint of Sea Monsters (Playwrights Horizons / Peter Jay Sharp Theater, New York City)
- 2014: All The Way (Neil Simon Theatre, New York City)
- 2015: Macbeth (Joseph Papp Public Theater / Susan Stein Shiva Theater, New York City)
- 2015: Iphigenia in Aulis (East 13th Street/CSC Theatre, New York City)
- 2016: Antlia Pneumatica (Playwrights Horizons / Peter Jay Sharp Theater, New York City)
- 2018: Light Shining In Buckinghamshire (New York Theatre Workshop, New York City)